# Onze-Lieve-Vrouw-ten-Hemelopnemingkerk (Paifve)

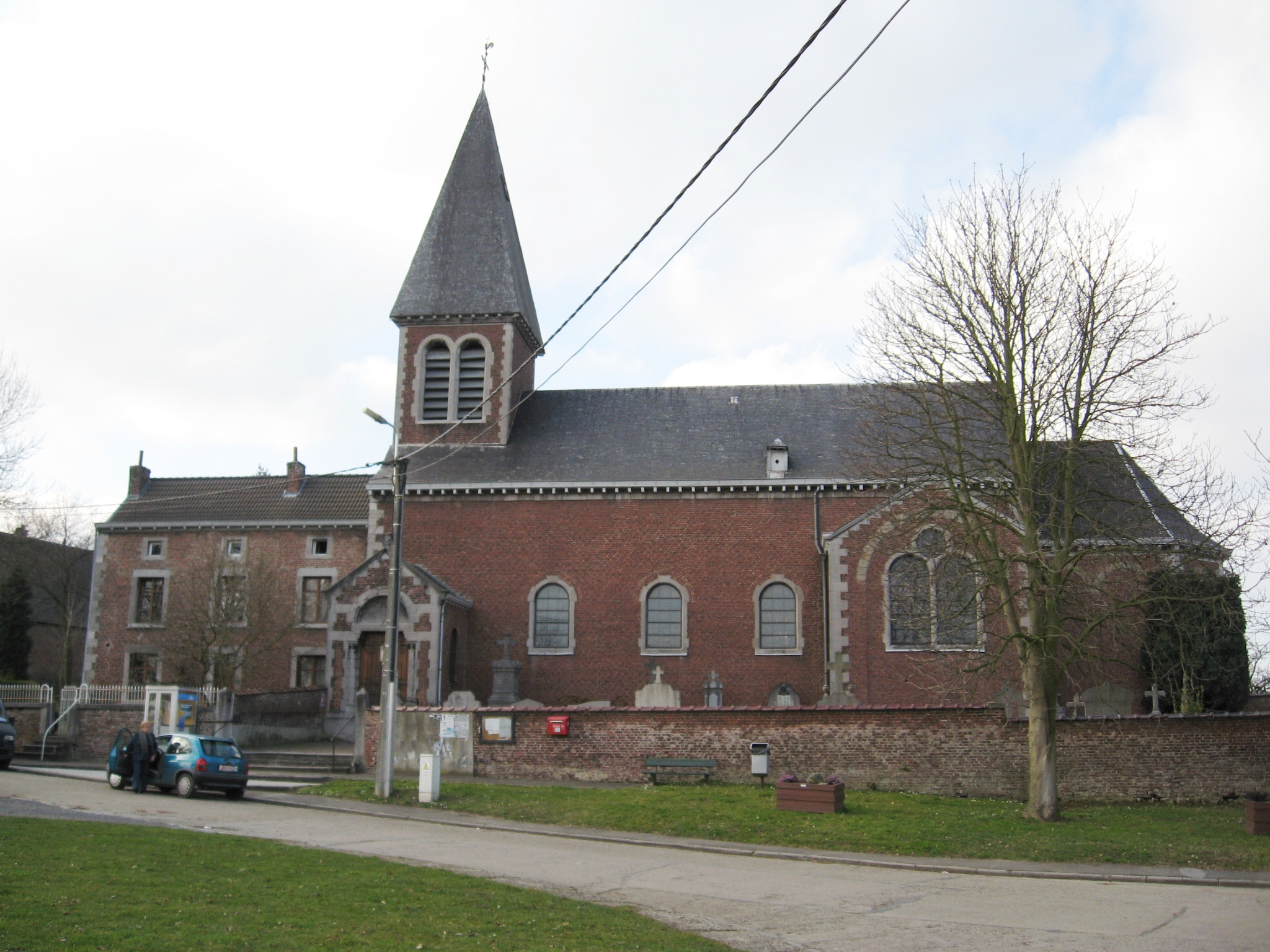
Onze-Lieve-Vrouw Tenhemelopnemingskerk

De Onze-Lieve-Vrouw-ten-Hemelopnemingkerk (Notre-Dame de l'Assomption) is de parochiekerk van Paifve in de Belgische provincie Luik.

## Geschiedenis
De parochie van het Franstalige Paifve was oorspronkelijk onderdeel van die van het Nederlandstalige Vreren. Wel had Paifve sedert 1721 een kapel, en de nalatenschap van Gilles Duchâteau maakte het mogelijk een rector aan te stellen.
In 1804, onder het napoleontische regime, werden Vreren en Paifve gescheiden. Ze kwamen in verschillende departementen te liggen, en wel in respectievelijk Nedermaas en Ourthe. Nudorp en Paifve werden toen onderdeel van de parochie van Juprelle. In 1841 werd de parochie Nudorp-Paifve afgescheiden van die van Juprelle en er kwam één pastoor voor beide dorpen. In 1892 werd Paifve uiteindelijk een zelfstandige parochie. In 1904 werd de kapel uitgebreid met een koor, een toegangsportaal, een sacristie, een transept en een toren.
In 1964 werden de glas-in-loodvensters, die tijdens de Tweede Wereldoorlog beschadigd waren, gerestaureerd.

## Gebouw
Het betreft een bakstenen gebouw van 1721 in classicistische stijl, vergroot in 1904, waarbij de dakruiter vervangen werd door een toren onder tentdak. Koor, ingangsportaal en transept zijn van 1904 en uitgevoerd in eclectische stijl.